# Choranthus vitellius
Choranthus vitellius is een vlinder uit de familie van de dikkopjes (Hesperiidae). De wetenschappelijke naam van de soort is voor het eerst geldig gepubliceerd in 1793 door Johann Christian Fabricius.